# كاثي روجرز
كاثي روجرز (بالإنجليزية: Cathy Rogers)‏ هي مقدمة تلفزيونية بريطانية، ولدت في 28 مايو 1968 في لانكشر في المملكة المتحدة.

## وصلات خارجية
- كاثي روجرز على موقع IMDb (الإنجليزية)
- كاثي روجرز على موقع ديسكوغز (الإنجليزية)
- كاثي روجرز على موقع قاعدة بيانات الفيلم (الإنجليزية)
- كاثي روجرز على موقع كينوبويسك (الروسية)